# Composizione con giallo, blu e rosso
Composizione con giallo, blu e rosso è un dipinto a olio su tela (69,2x72,7 cm) di Piet Mondrian, realizzato tra il 1937 e il 1942 e conservato nella Tate Modern a Londra.

## Storia e descrizione
Fu dipinto da Mondrian in fase astrattistica ormai matura.
Rappresenta un reticolato formato da righe nere su sfondo bianco, a formare una serie di quadrati e rettangoli. Di questi, una piccola parte è dipinta in giallo, rosso e blu. La profondità è data dal diverso stile di pittura; le strisce nere realizzate di piatto, le parti colore con pennellate unidirezionali, ed infine le parti bianche con pennellate multidirezionali.
L'opera fu acquistata dalla Tate Modern nel 1964.